# Флаг Шарьи
Флаг городского округа «Город Шарья» Костромской области Российской Федерации.

## Описание
Прямоугольное красное полотнище с соотношением ширины к длине 2:3, воспроизводящее фигуры герба городского округа: голубую волнистую полосу в 1/5 ширины полотнища с узкими белыми каймами, отстоящую от нижнего края на 1/30 ширины полотнища; посередине полотнища над полосой жёлтая сосновая ветвь о пяти концах.

## Обоснование символики
Разработанный на основе герба, составлен по правилам и соответствующим традициям вексиллологии и отражает исторические, культурные, общественные, национальные и другие местные традиции.
Город Шарья возник как посёлок при железнодорожной станции Шарья (открыта в 1906 году); название получил по имени реки Шарьинки.
Главной фигурой флага является золотая сосновая ветвь о пяти концах, аллегорически показывающая, что Шарья — один из центров лесной и деревообрабатывающей промышленности области. Кроме этого, в начертании ветви просматривается буква «Ш», отождествляющаяся с названием города. Сосновая ветвь аллегорически символизирует постоянство растительной жизни, смену времён года и возрождение природы.
Город расположен на реке Ветлуге, что показано на флаге синим изогнутым поясом. 
- Жёлтый цвет (золото) символизирует высшую ценность, богатство, величие, постоянство, прочность, силу, великодушие, интеллект и солнечный свет.
- Синий цвет (лазурь) символизирует истину, честь, добродетель, чистое небо и водные просторы.
- Красный цвет (червлень) символизирует жизненную силу, огонь, труд, мужество и стойкость.
- Белый цвет (серебро) символизирует совершенство, благородство, чистоту, веру и мир.